# Algebra uniwersalna
Algebra uniwersalna – dział matematyki zajmujący się badaniem ogólnych struktur algebraicznych, nazywany również w niektórych publikacjach algebrą ogólną. Algebra uniwersalna wraz z teorią kategorii stanowią matematyczne podstawy teorii specyfikacji algebraicznych. Podstawowym pojęciem algebry uniwersalnej jest pojęcie algebry (nazywanej często algebrą uniwersalną; wtedy cały dział nazywa się algebrą ogólną), zbioru A wyposażonego w pewien zbiór {\displaystyle \Omega } operacji n-arnych nazywany sygnaturą. Każda struktura algebraiczna (grupoid, półgrupa, grupa, pierścień, ciało itd.) jest pewną algebrą.

## Algebra
Niech {\textstyle D=\operatorname {{\bigcup }\!\!\!{\cdot }\,} _{i=0}^{n}D_{i}} będzie rozłączną sumą zbiorów. Elementy zbioru {\displaystyle D} nazywamy symbolami i interpretujemy jako symbole działań, przy czym {\displaystyle d_{k}\in D_{k}} są symbolami działań {\displaystyle k}-argumentowych. Algebrą nazwiemy zbiór {\displaystyle A} wraz z przyporządkowaniem każdemu symbolowi {\displaystyle d_{k}\in D_{k}} {\displaystyle k}-argumentowego działania {\displaystyle \phi _{k}\colon A^{k}\to A.} Bardzo często wygodnie jest utożsamiać symbole {\displaystyle d_{k}} z działaniami {\displaystyle \phi _{k}.}
Algebrę można zdefiniować także w następujący sposób. Parę {\displaystyle {\mathcal {F}}=(F,\mu ),} gdzie {\displaystyle F} jest zbiorem, a {\displaystyle \mu \colon F\to \mathbb {N} } nazywa się typem algebry. Parę {\displaystyle {\mathcal {A}}=(A,F_{A})} nazywa się algebrą typu {\displaystyle {\mathcal {F}}} jeśli zbiory {\displaystyle F_{A}} i {\displaystyle F} są równoliczne i każdemu {\displaystyle f\in F} odpowiada {\displaystyle f_{A}\in F_{A}} taki, że {\displaystyle f_{A}\colon A^{\mu (f)}\to A.} Element {\displaystyle f_{A}} nazywa się działaniem lub operacją {\displaystyle \mu (f)}-argumentową.

## Przykłady algebr

### Półgrupa
Algebrę {\displaystyle G} w której {\displaystyle D_{0}=\emptyset ,\ D_{1}=\emptyset ,\ D_{2}=\{\circ \},} a ponadto działanie {\displaystyle \circ } jest łączne, tzn. dla każdych {\displaystyle a,b,c\in G} zachodzi
{\displaystyle (a\circ b)\circ c=a\circ (b\circ c)}
nazywa się półgrupą.

### Grupa
Algebrę {\displaystyle G} w której {\displaystyle D_{0}=\{e\},\ D_{1}=\{^{-1}\},\ D_{2}=\{\circ \},} działanie {\displaystyle \circ } jest łączne, a ponadto dla każdego {\displaystyle a\in G}
{\displaystyle a\circ e=a,}
{\displaystyle a\circ a^{-1}=e}
nazywa się grupą.

### Krata
Krata to algebra {\displaystyle A} w której {\displaystyle D_{0}=\emptyset ,\ D_{1}=\emptyset \ D_{2}=\{\lor ,\land \},} a ponadto dla każdych {\displaystyle x,y,z\in A}
| 1. | {\displaystyle x\land x=x}                          | {\displaystyle x\lor x=x}                       |
| 2. | {\displaystyle (x\land y)\land z=x\land (y\land z)} | {\displaystyle (x\lor y)\lor z=x\lor (y\lor z)} |
| 3. | {\displaystyle x\land y=y\land x}                   | {\displaystyle x\lor y=y\lor x}                 |
| 4. | {\displaystyle (x\land y)\lor y=y}                  | {\displaystyle (x\lor y)\land y=y}              |

## Podalgebra
Podalgebrą algebry {\displaystyle A} z działaniami {\displaystyle F_{A}} nazywa się niepusty zbiór {\displaystyle B\subseteq A} taki, że dla każdego działania {\displaystyle \phi \in F_{A}} obcięcie {\displaystyle \phi |_{B}} jest działaniem w {\displaystyle B.}

## Kongruencje
Relację równoważności {\displaystyle \equiv } w algebrze {\displaystyle A} nazywa się kongruencją jeśli dla każdego {\displaystyle d_{k}\in D_{k}} i dla każdych {\displaystyle x_{1},\dots ,x_{k},y_{1},\dots ,y_{k}\in A}
{\displaystyle x_{1}\equiv y_{1}\wedge x_{2}\equiv y_{2}\wedge \ldots \wedge x_{k}\equiv y_{k}\Rightarrow d_{k}(x_{1},x_{2},\dots ,x_{k})\equiv d_{k}(y_{1},y_{2},\dots ,y_{k}).}

## Algebra ilorazowa
Mając kongruencję {\displaystyle \equiv } w algebrze {\displaystyle A} można skonstruować algebrę tego samego typu co {\displaystyle A.} Niech {\displaystyle A/_{\equiv }} będzie zbiorem ilorazowym. Definiujemy {\displaystyle B:=A/_{\equiv }} oraz {\displaystyle \phi _{\equiv }\colon B^{k}\to B} wzorem
{\displaystyle \phi _{\equiv }([x_{1}],[x_{2}],\dots ,[x_{k}]):=[\phi (x_{1},x_{2},\dots ,x_{k})]}
dla {\displaystyle k}-argumentowego działania {\displaystyle \phi .} {\displaystyle B} z tak zdefiniowanymi działaniami zazywamy algebrą ilorazową. Działania {\displaystyle \phi _{\equiv }} są dobrze określone, tzn. nie zależą od wyboru reprezentantów {\displaystyle x_{1},\dots ,x_{k}.}

## Homomorfizm algebr
Homomorfizmem algebr {\displaystyle A} i {\displaystyle B} ze zbiorem symboli {\textstyle D=\operatorname {{\bigcup }\!\!\!{\cdot }\,} _{i=0}^{n}D_{i}} nazywa się funkcję {\displaystyle \phi \colon A\to B} taką, że dla każdego {\displaystyle d_{k}\in D_{k}} i dla każdych {\displaystyle x_{1},x_{2},\dots ,x_{k}\in A}
{\displaystyle \phi (d_{k}(x_{1},x_{2},\dots ,x_{k}))=d_{k}(\phi (x_{1}),\phi (x_{2}),\dots ,\phi (x_{k})).}